# Robert Craddock
Robert "Bob" W. Craddock (Lawrenceville (Pittsburgh), 5 de setembro de 1923 - 28 de março de 2003) foi um futebolista estadunidense que atuava como atacante.

## Carreira
Robert Craddock fez parte do elenco da Seleção Estadunidense de Futebol, na Copa do Mundo de 1950.